# Eudâmidas I
Eudâmidas I (em grego: Εὐδαμίδας) foi rei da cidade grega de Esparta de 331 a.C. até 305 a.C. ano da sua morte, pertenceu à Dinastia Euripôntida. 